# Efeito Crabtree
O efeito Crabtree, nomeado em homenagem ao bioquímico inglês Herbert Grace Crabtree, descreve o fenômeno pelo qual a levedura Saccharomyces cerevisiae produz etanol (álcool) em condições aeróbicas em altas concentrações externas de glicose, em vez de produzir biomassa por meio do ciclo do ácido tricarboxílico (TCA), o processo comum que ocorre aerobicamente na maioria das leveduras, por exemplo, Kluyveromyces spp. Esse fenômeno é observado na maioria das espécies dos gêneros Saccharomyces, Schizosaccharomyces, Debaryomyces, Brettanomyces, Torulopsis, Nematospora e Nadsonia. O aumento das concentrações de glicose acelera a glicólise (a quebra da glicose), o que resulta na produção de quantidades apreciáveis de ATP por meio da fosforilação no nível do substrato. Isso reduz a necessidade de fosforilação oxidativa feita pelo ciclo TCA por meio da cadeia de transporte de elétrons e, portanto, diminui o consumo de oxigênio. Acredita-se que o fenômeno tenha evoluído como um mecanismo de competição (devido à natureza antisséptica do etanol) por volta da época em que as primeiras frutas da Terra caíram das árvores. O efeito Crabtree funciona reprimindo a respiração pela via de fermentação, dependendo do substrato.
Primeiramente, acreditava-se que a formação de etanol em leveduras Crabtree-positivas sob condições estritamente aeróbicas era causada pela incapacidade desses organismos de aumentar a taxa de respiração acima de um determinado valor. Esse valor crítico, acima do qual ocorre a fermentação alcoólica, depende da cepa e das condições de cultura. Evidências mais recentes demonstraram que a ocorrência da fermentação alcoólica pode não ser primariamente devida a uma capacidade respiratória limitada, mas pode ser causada por um limite na taxa de dissipação de energia de Gibbs celular.
Para S. cerevisiae em condições aeróbicas, concentrações de glicose abaixo de 150 mg/L não resultaram na produção de etanol. Acima desse valor, o etanol foi formado com taxas crescentes até uma concentração de glicose de 1.000 mg/L. Portanto, acima de 150 mg/L de glicose, o organismo exibiu um efeito Crabtree.
Foi o estudo de células tumorais que levou à descoberta do efeito Crabtree. As células tumorais têm um metabolismo semelhante, o efeito Warburg, no qual elas favorecem a glicólise em detrimento da via de fosforilação oxidativa.